# Castle Crashers
Castle Crashers è un videogioco del genere beat 'em up in stile RPG, sviluppato da The Behemoth, pubblicato da Microsoft Game Studios e Sony Computer Entertainment per piattaforme Xbox 360 e PlayStation 3. Il videogioco viene distribuito tramite download da Xbox Live Arcade e PlayStation Network. Una versione per Microsoft Windows scaricabile tramite Steam è uscita il 26 settembre 2012.

## Trama
In una epoca medioevale, in un regno sconosciuto, i Cavalieri protettori del Re si stanno divertendo ad una festa presso la corte reale, quando all'improvviso il Mago Oscuro si appropria del Cristallo Magico e rapisce le quattro Principesse.
La festa si interrompe bruscamente, e su ordine del Re, i quattro Cavalieri partono all'inseguimento del Mago Oscuro, supportati dall'esercito reale.
Qui inizia un viaggio che decimerà l'esercito reale, e lascerà il destino del Cristallo Magico e delle Principesse nelle mani dei Cavalieri.
I quattro protagonisti attraverseranno foreste, fiumi e vulcani, ed affronteranno numerosi boss tra i quali un gigante, un enorme pesce-gatto ed una pannocchia gigante.
Alla fine del loro viaggio, gli eroi riescono a raggiungere la dimora del Mago Oscuro, ed una volta sconfitti in ordine il Pittore, il Riciclope, il Necromante e infine il Mago Oscuro in persona, recuperano il Cristallo Magico e portano in salvo le Principesse. Durante le nuove celebrazioni, si scopre che una di queste è in realtà un clown.

## Livelli
I livelli sono in tutto 36 con l'aggiunta di 6 sottolivelli e 5 livelli-arena. I livelli principali sono suddivisi in 8 "sezioni" nelle quali cambieranno ambientazione e nemici. Nei livelli ci sono dei boss non in tutti ma solo alcuni come, ad esempio: medusa, pannocchia gigante, troll medio, pesce gatto, barbaro o il pittore.

## Modalità di gioco
Il gioco è caratterizzato da meccaniche picchiaduro in un'ambientazione 2,5D a scorrimento, nella quale il giocatore può controllare il proprio personaggio verso destra o sinistra, e spostarlo in profondità all'interno delle aree di gioco. La crescita del personaggio si basa su un sistema di Punti Esperienza che si guadagnano colpendo i nemici.
Il giocatore potrà utilizzare tre tipi di attacchi:
- fisici, utilizzando le armi da mischia (tasti X e Y su Xbox 360, Quadrato e Triangolo su PlayStation 3, W e D su PC);
- magici, utilizzando le magie (Grilletto destro + X o Y su Xbox 360, R2 + Quadrato o Triangolo su PlayStation 3, Maiusc + W o D su PC);
- a distanza, utilizzando armi a distanza come le bombe, l'arco o il boomerang (B su Xbox 360, R2 + Cerchio su PlayStation 3, Maiusc + A su PC).

Tutti i tipi di attacchi potranno essere combinati tra loro, sfruttando anche l'abilità di salto (A su Xbox 360, X su PlayStation 3 e Barra Spaziatrice su PC), per creare combinazioni fisiche/magiche letali.
I Punti Esperienza accumulati faranno crescere il livello del personaggio, e ad ogni aumento di livello si otterranno dei Punti Livello spendibili al fine di aumentare la forza fisica, la forza magica, l'agilità o la difesa dell'eroe.
Il level design è caratterizzato da una World Map accessibile in maniera piuttosto lineare man mano che vengono completati i livelli. Alcune zone della mappa non saranno accessibili se non prima di aver recuperato determinati oggetti nel corso dell'avventura.

## Personaggi

### Personaggi principali[4]

#### Personaggi giocabili
- Cavaliere Arancione: abile nell'uso di magie di elemento Fuoco, che incendiano gli avversari e infliggono danno nel tempo.
- Cavaliere Verde: abile nell'uso di magie di elemento Veleno, che avvelenano i nemici e li rendono vulnerabili nel tempo.
- Cavaliere Blu: abile nell'uso di magie di elemento Ghiaccio, che bloccano gli avversari e li rendono indifesi agli altri attacchi per qualche secondo;
- Cavaliere Rosso: abile nell'uso di magie di elemento Fulmine, che immobilizzano gli avversari.

#### Personaggi non giocabili
- Mago Cattivo: principale responsabile dell'attacco al castello, otterrà poteri straordinari dal Cristallo, antagonista principale del gioco.
- Principesse: figlie del Re, rapite dal Mago Cattivo.

### Personaggi secondari
Gli sviluppatori hanno offerto la possibilità di giocare praticamente con ognuno dei personaggi presenti nel gioco; a parte i boss che hanno con loro le principesse, i preboss finale si potranno usare e anche il re, ognuno avente un proprio tipo di magia. Tra questi:
- Cavaliere Grigio: un cavaliere ordinario del re, che può in seguito imparare l'uso delle magie di elemento Fuoco.
- Alieno: personaggio del videogioco Alien Hominid, combatte con una pistola a raggi.
- Barbaro: combatte con un'ascia.
- Orso: usa le magie dell'elemento Vento.
- Brute: usa le abilità dell'elemento Natura.
- Civile: utilizza un forcone.
- Testa di Cono: cavaliere in armatura armato di spada laser.
- Seguace del Culto: alleato del Mago Cattivo, usa le magie dell'elemento Oscurità.
- Schermidore: combatte con un fioretto.
- Demone di Fuoco: usa le magie dell'elemento Fuoco ed è armato di una stella del mattino.
- Iceskimo: utilizza le magie dell'elemento Ghiaccio.
- Industriale: armato di mazza ferrata
- Apicoltore Killer: utilizza le abilità dell'elemento Ape.
- Re: usa le magie dell'elemento Guarigione.
- Negromante: usa le magie dell'elemento Morte.
- Ninja: combatte con un sai.
- Contadino: combatte con un cucchiaio di legno.
- Guardia Reale: utilizza le abilità dell'elemento Fuoco e combatte con una spada saracena.
- Saraceno: utilizza le abilità dell'elemento Sabbia e combatte con una spada saracena.
- Scheletro: usa le magie dell'elemento Oscurità.
- Snakey: utilizza le magie dell'elemento Natura.
- Testa di Stufa: utilizza una spada da gladiatore.
- Ladro: utilizza una spada da ladro.

Con l'arrivo dei DLC Pink Knight Pack, King Pack, Legend of the Blacksmith Pack, Can't Stop Crying Pack sono stati introdotti nell'elenco dei personaggi giocabili nuovi come:
- Cavaliere Grigio: di nuovo il Cavaliere Grigio, stavolta in una sua versione con la visiera dell'elmo aperta e il viso scoperto.
- Cavaliere Rosa: abile nell'uso delle magie di elemento Amore, che danneggiano i nemici o li controlla. Combatte con un lecca lecca.
- Fabbro: uso le magie dell'elemento Fuoco e attacca con un martello.
- Hatty Hattington: personaggio non giocante di Battleblock Theater, usa le abilità dell'elemento Denaro e adopera una spada di smeraldo.

Una scena del gioco

## Oggetti
Durante il gioco si potranno raccogliere degli oggetti, selezionabili premendo i tasti LB/RB s Xbox 360, R1/L1 su PlayStation 3 e Q ed E su PC. I principali sono:
- L'Arco, arma a distanza la cui gittata aumenta con l'aumentare del livello agilità del personaggio;
- Il Boomerang, arma a distanza che stordisce i nemici che vengono colpiti;
- Le Bombe, armi da lancio consumabili che esplodono impattando con i nemici, sono acquistabili presso la maggior parte dei negozi;
- Le Pozioni; consumabili che ripristinano la salute del personaggi, acquistabili presso la maggior parte dei negozi;
- La Pala, che utilizzata in punti specifici (segnati da delle X sul terreno) permettono di scovare tesori come armi nascoste, alimenti e animaletti sfera;
- Il Corno, utilizzabile per guadagnare l'accesso a zone segrete dove è possibile trovare tesori nascosti.

## Animali Sfera
Nel corso dell'avventura è possibile trovare, palesati nei livelli o nascosti, gli Animali Sfera. Una volta avvicinati, gli Animali Sfera seguiranno il personaggio finché il giocatore non deciderà di "adottarne" un altro oppure tornare al Castello e lasciarli tutti. Questi compagni di viaggio doneranno al personaggio un bonus, che varia ad esempio da un aumento delle statistiche ad un aiuto in battaglia.

## Accoglienza
La rivista Play Generation diede alla versione per PlayStation 3 un punteggio di 87/100, trovando che gli autori di Alien Hominid avessero confezionato un'altra perla, un gioco bello da vedere ed entusiasmante da giocare, almeno per qualche ora. La stessa testata lo classificò come il dodicesimo migliore titolo PSN del 2010.